# Kościół Matki Bożej Nieustającej Pomocy w Morawicy
Kościół Matki Bożej Nieustającej Pomocy – rzymskokatolicki kościół parafialny należący do dekanatu morawickiego diecezji kieleckiej.

## Historia i architektura
Budowa świątyni rozpoczęła się latem 1975 roku. Budowy kościoła podjął się ksiądz Stanisław Kornecki. Prace budowlane zakończyły się w 1979 roku. Świątynia została poświęcona w dniu 21 czerwca 1981 roku przez biskupa Stanisława Szymeckiego.
Architektura kościoła została zaprojektowana przez architekta Ludomiła Gyuerkaovicha; konstruktorem był Bogdan Ciok, natomiast wykonawcami – Józef Abratański i Edward Sędzielewski. Wystrój wnętrza został zaprojektowany i wykonany przez artystę plastyka Władysława Markiewicza oraz artystkę plastyk Izabelę Borowską (jest ona autorką ikony Matki Bożej Nieustającej Pomocy znajdującej się w ołtarzu nawy bocznej). W ołtarzu głównym znajduje się scena Ukrzyżowania. Artystyczne elementy w metalu, które znajdują się w świątyni, zostały wykonane przez Romana Kocielińskiego.

## Galeria

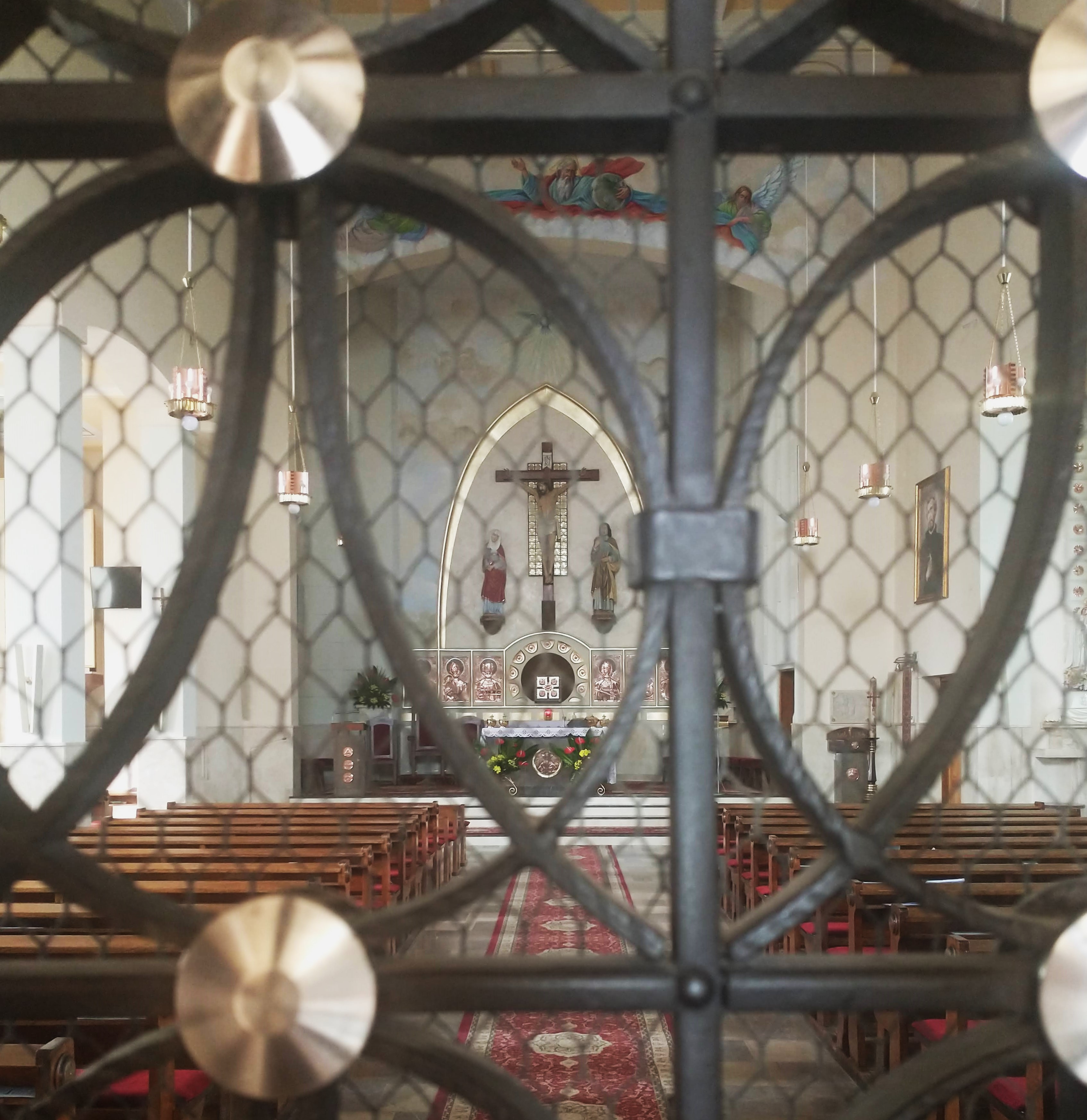
Wnętrze
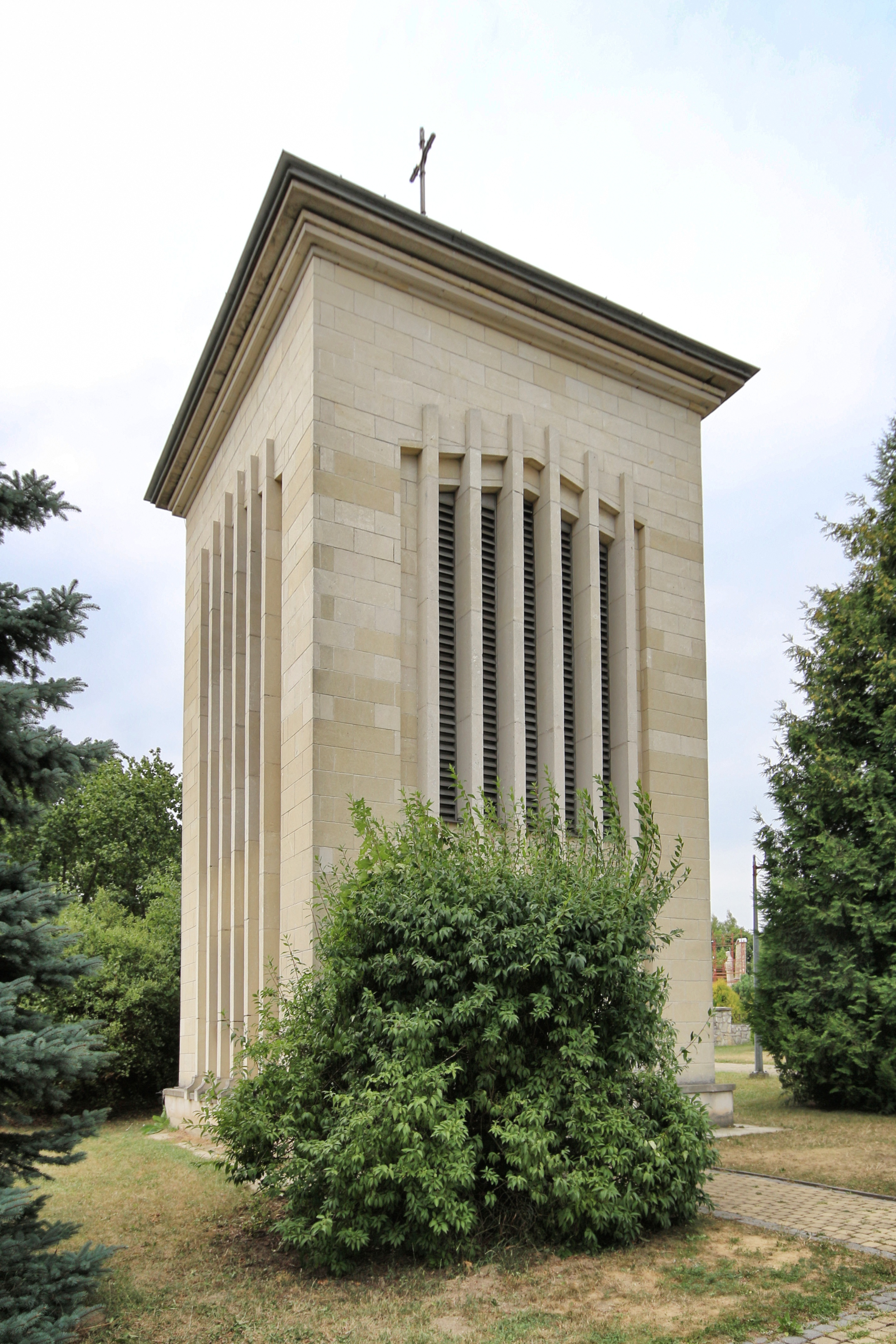
Dzwonnica